# ليو شينج
ليو شينج (بالصينية: Liu Sheng) (8 سبتمبر 1989 بشينغنينغ في الصين - ) هو لاعب كرة قدم صيني في مركز الدفاع. لعب مع Shaanxi Wuzhou F.C. ‏ وTianjin Tianhai F.C. ‏.

## روابط خارجية
- ليو شينج على موقع قاعدة بيانات كرة القدم.إي يو (الإنجليزية)
- ليو شينج على موقع Soccerway.com (الإنجليزية)
- ليو شينج على موقع اللجنة الأولمبية الصينية (الإنجليزية)